# St. Nikolaus (Kornhochheim)

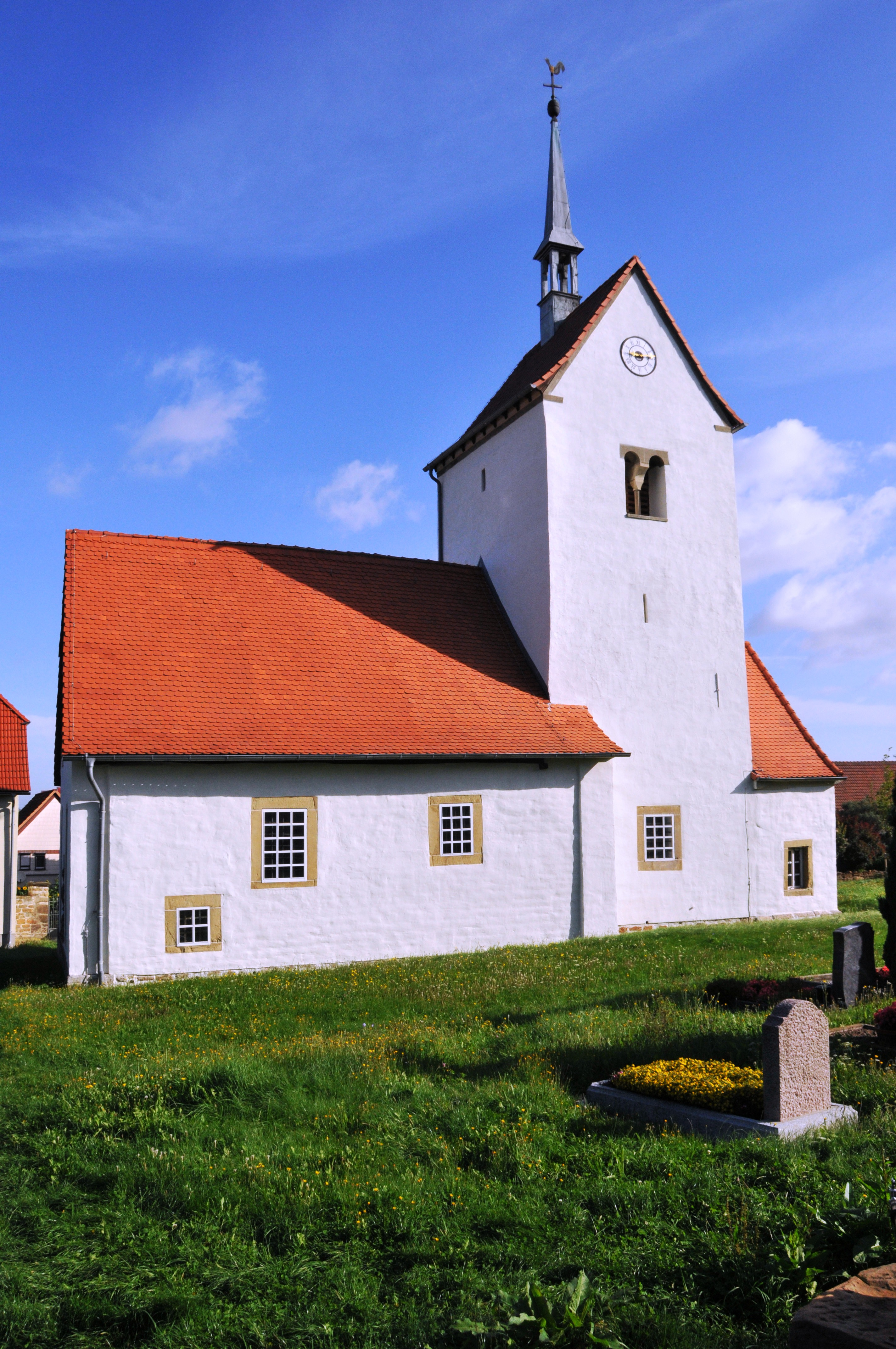
Kirche St. Nikolaus

St. Nikolaus ist die evangelische Kirche in Kornhochheim. Sie gehört zum Pfarramt Apfelstädt im Kirchenkreis Gotha der Evangelischen Kirche in Mitteldeutschland. 

## Geschichte und Ausstattung

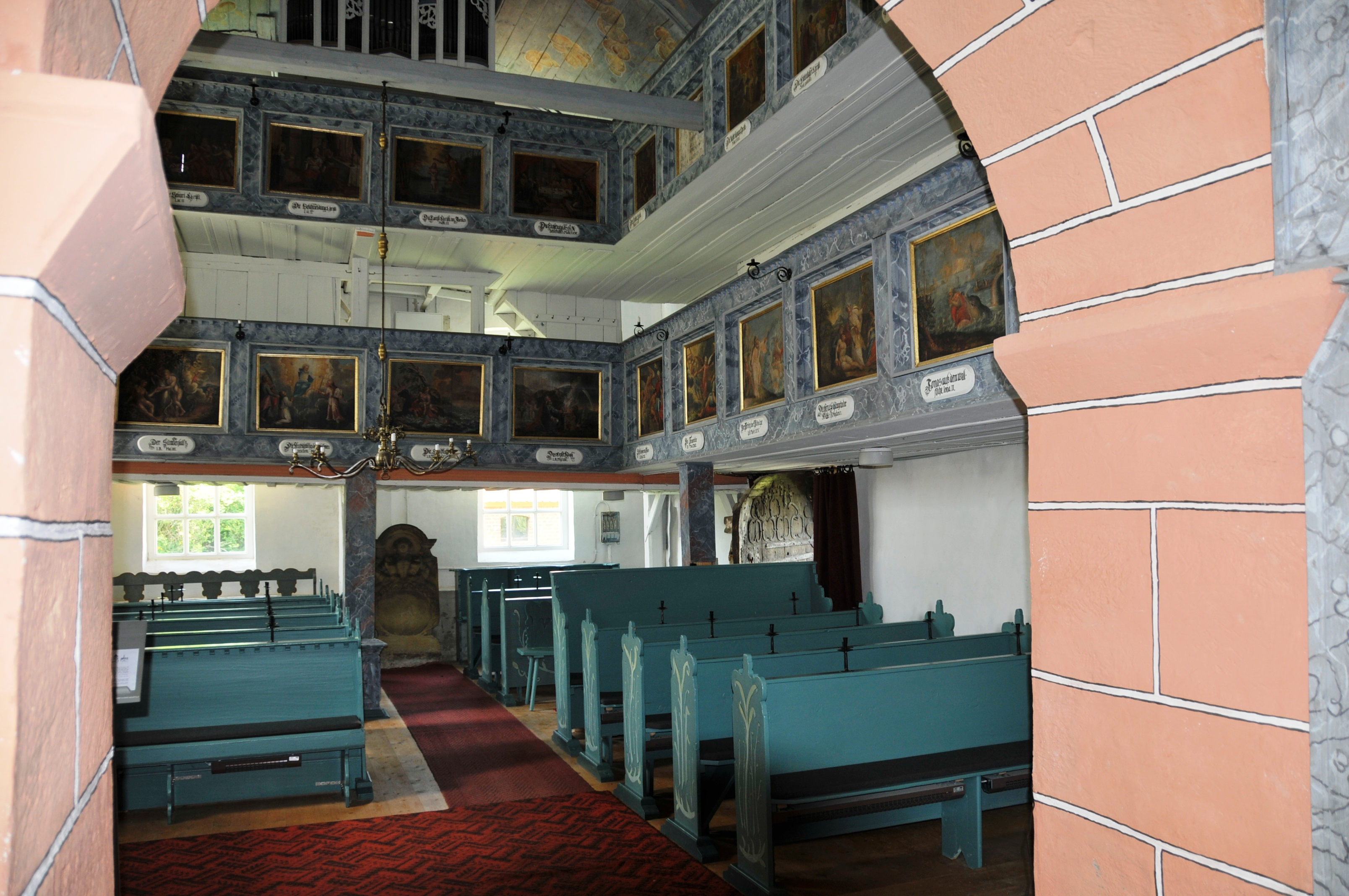
Blick aus der Apsis in den Kirchenraum

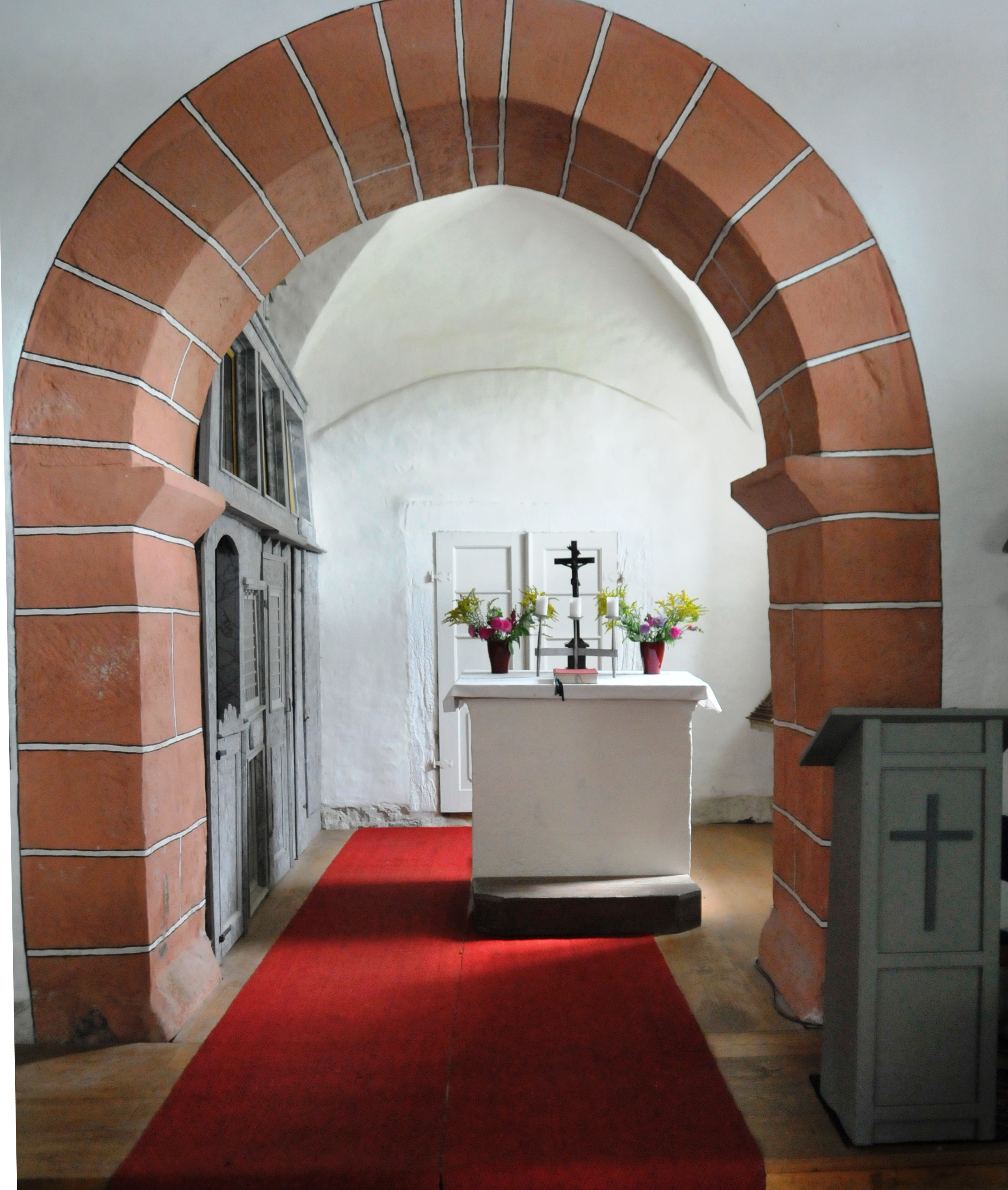
Blick in die Apsis (Altarraum)

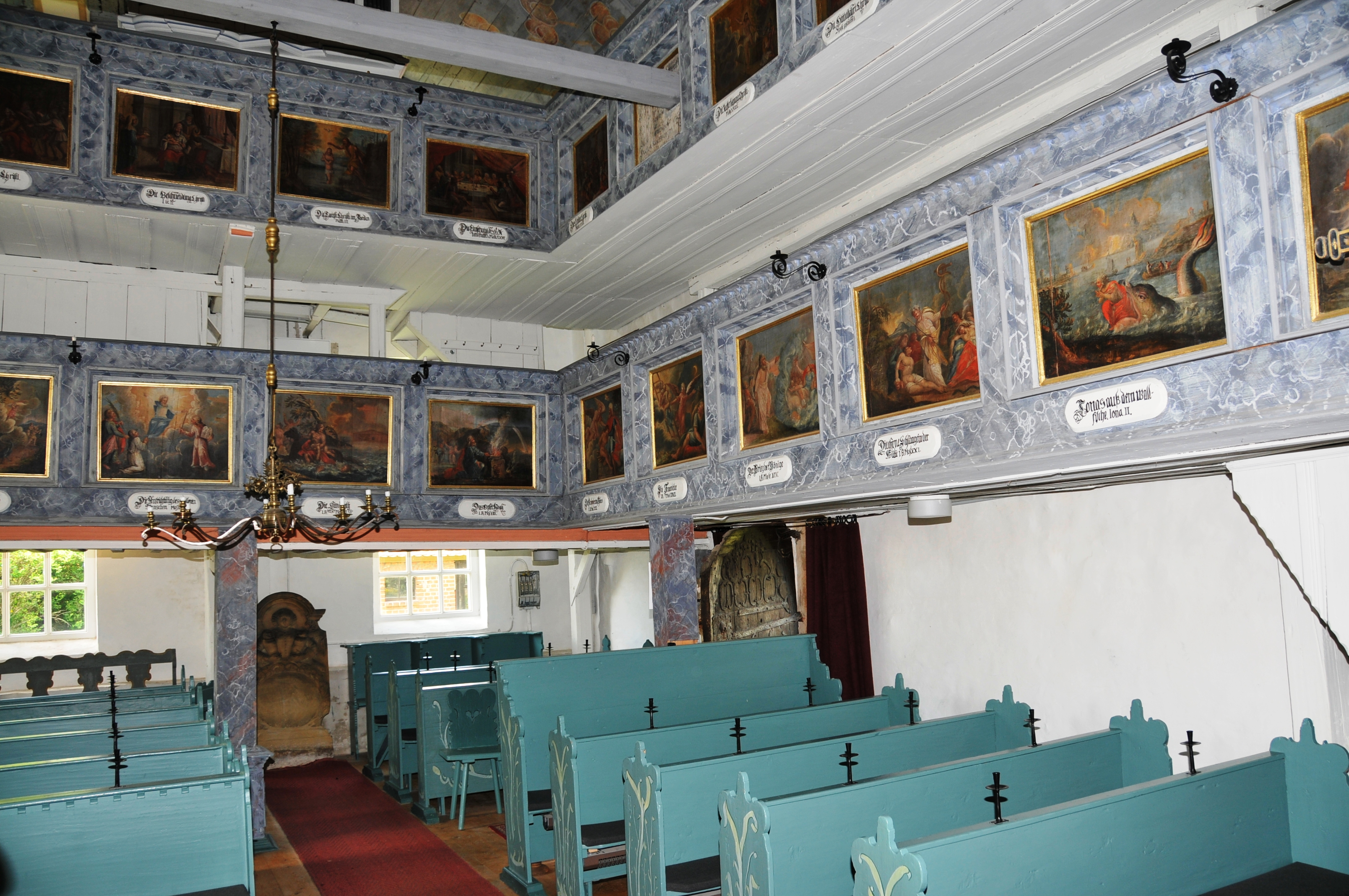
Kircheninneres mit Emporen

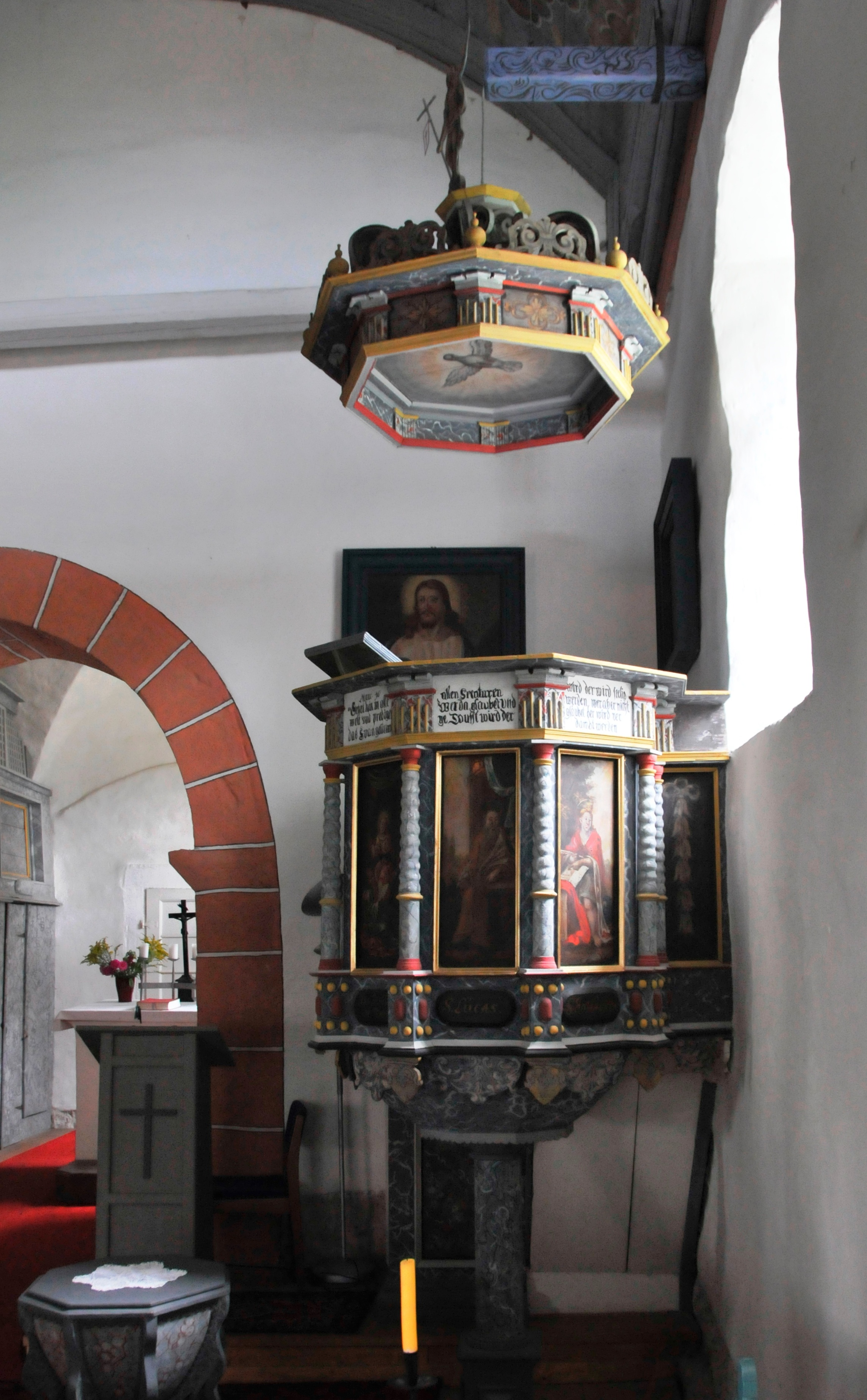
Die Kanzel

Der romanische Bau (Langhaus, Chorquadrat und Apsis) ist in der Tradition des christlichen Kirchenbaus „geostet“, also in Ost-West-Richtung gebaut, wobei der Altarraum im Osten der Kirche ist.  Das Gebäude stammt aus der zweiten Hälfte des 12. Jahrhunderts und wurde zunächst als kleine romanische Saalkirche ohne Turm angelegt. Das Chorquadrat mit Chor- und Triumphbogen sowie eine vermauerte romanische Fensteröffnung an der Nordseite sind erhalten. Um 1224 erfolgte die Aufstockung des Chorquadrats zum Chorturm. Dieses Alter konnte man an einem Balken im Turm feststellen. Die Basen, Kapitelle und Säulen der Schallöffnungen tragen ebenfalls den Stil dieser Zeit. 
Im Mittelalter war die Kirche Filiale von Sülzenbrücken und gehörte zum Sedes Wandersleben und zum Archidiakonat St. Severi in Erfurt. Seit der Reformation ist sie evangelische Predigtstätte. Politisch gehörte das Dorf bis 1444 zur Grafschaft Gleichen, danach bis 1918 zum Amt Ichtershausen im Freistaat Sachsen-Gotha. Während des Dreißigjährigen Krieges war Kornhochheim mehrere Jahre nicht bewohnt.
Das besonders schöne gotische Eingangsportal stammt aus dem 15. Jahrhundert. Es ist aus Sandstein und trägt schöne Ornamente sowie Steinmetzzeichen. Bemerkenswert ist das dicke Holztürblatt mit gut erhaltenen mittelalterlichen schmiedeeisernen Bändern und Zierbeschlägen sowie dem Kastenschloss, das heute noch zum Verschließen der Tür benutzt wird. Da das Gewicht des Türblatts zu Senkungen geführt hat, soll es ab 2017 durch Holz- und Metallrestauratoren ausgebessert werden. Die Tür trägt Waffenspuren aus dem Dreißigjährigen Krieg.
Ende des 17. Jahrhunderts erfolgten mehrere Umbauten und Ausbesserungen an der Kirche (Kanzel 1678, Ausmalung 1700/01). Ende des 19. Jahrhunderts sollte die Kirche durch einen neoromanischen Neubau ersetzt werden. Von diesen Plänen wurde aber nur ein achteckiger Schieferaufsatz auf den Turm verwirklicht, der durch seine charakteristische Form das Ortsbild mit bestimmte. Bei amerikanischem Artilleriebeschuss auf das Dorf im April 1945 wurden der schiefergedeckte Turmhelm und die Dachkonstruktion zerstört. 1952 erhielt der Turm ein einfaches Satteldach mit kleinem, spitzem Dachreiter.
Anfang des 21. Jahrhunderts fand man im Zuge der Dielenfußbodenerneuerung ein Kindergrab aus dem 14. Jahrhundert. Die Arbeiten gestalteten sich schwierig, weil darauf errichtete Bauwerksteile einstürzen konnten. So beispielsweise der Beichtstuhl in der Apsis, der auch nach der Reformation in der evangelischen Kirche noch lange für die Privatbeichte genutzt wurde. Die Gemälde über dem Beichtstuhl zeigen die elf Pfarrer aus Sülzenbrücken und Kornhochheim von der Reformation bis zur Mitte des 18. Jahrhunderts. Ein ähnliches Gemälde befindet sich in der Kirche von Sülzenbrücken.
Die Kirche besitzt einen mit Bauernmalerei in Blau und Gold ausgestatteten barocken Himmel aus dem Anfang des 18. Jahrhunderts in Form einer Tonnendecke. Die reichhaltigen Gemälde an den Emporenbrüstungen zeigen Motive aus dem Alten und Neuen Testament, die der Erfurter Maler Thielemann im Jahre 1701 schuf. 1678 wurde die Kanzel mit Schalldeckel und enger Pforte gestiftet und im Oktober 1730 farblich ausgebessert und gestaltet. Sie zeigt Motive des zwölfjährigen Jesus und der Evangelisten.
Seit 1992 finden umfangreiche Erneuerungsarbeiten am Inneren und Äußeren der Kirche statt. So erhielt die Kirche auch einen neuen Außenanstrich und einen neuen Glockenstuhl.

## Orgel

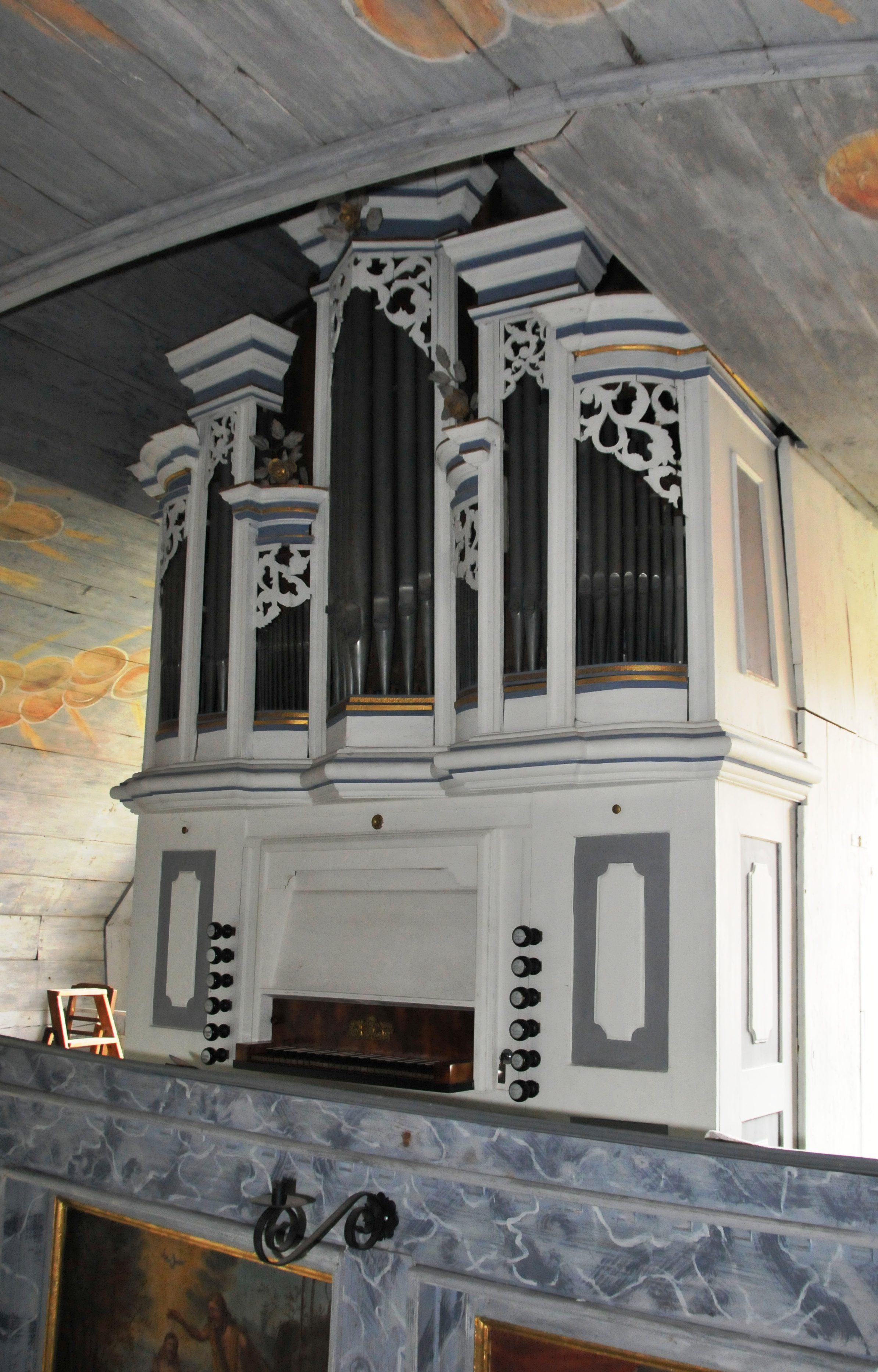
Die Orgel

Die kleine Orgel ganz oben unter dem Dach, zum Teil in die Decke eingebaut, ist ein Werk des Wanderslebener Orgelbaumeisters Johann Stephan Schmaltz aus den Jahren 1744/45 und hatte ursprünglich neun, jetzt zehn Register auf einem Manual und Pedal. Sie verfügt über mechanische Windladen und Trakturen und wurde nach einer gründlichen Restaurierung durch die Firma Hey Orgelbau aus Ostheim am 1. August 1992 mit einem festlichen Konzert wiedereingeweiht. Ein darin enthaltener unsichtbarer Zimbelstern, der Glockenaccord, wurde 2015 wiederhergestellt.
Das Instrument ist nach heutigem Kenntnisstand die einzige im Wesentlichen erhaltene Orgel von Schmaltz. Die Mitte des 19. Jahrhunderts durch Friedrich Christian Knauf daran vorgenommenen geringfügigen Veränderungen wurden 1992 beibehalten. Seine Disposition lautet:
| Manual C–c3 |               |    |
| 1.          | Violdigamba   | 8′ |
| 2.          | Salicional    | 8′ |
| 3.          | Gedackt       | 8′ |
| 4.          | Principal     | 4′ |
| 5.          | Kleingedackt0 | 4′ |
| 6.          | Octave        | 2′ |
| 7.          | Mixtur IV     |    |

| Pedal C–c1 |           |     |
| 8.         | Subbaß    | 16′ |
| 9.         | Violon    | 16′ |
| 10.        | Octavbaß0 | 8′  |

- Koppel: Pedalcoppel (M/P)
- Effektregister: Glockenaccord

## Glocken
Durch den Artilleriebeschuss im April 1945 ging das originale Glockengeläut aus dem 17. Jahrhundert verloren. Es wurde 1963 durch drei andere Bronzeglocken ersetzt. Hiervon stammen zwei von der Glockengießerei Störmer aus Erfurt; sie wurden 1921–22 gegossen. Die dritte, von der Größe her mittlere Glocke hat der Apoldaer Franz Schilling im Jahre 1893 gegossen. Der Glockenstuhl wurde 1992 ausgetauscht.

## Galerie

weitere Bilder der Kirche
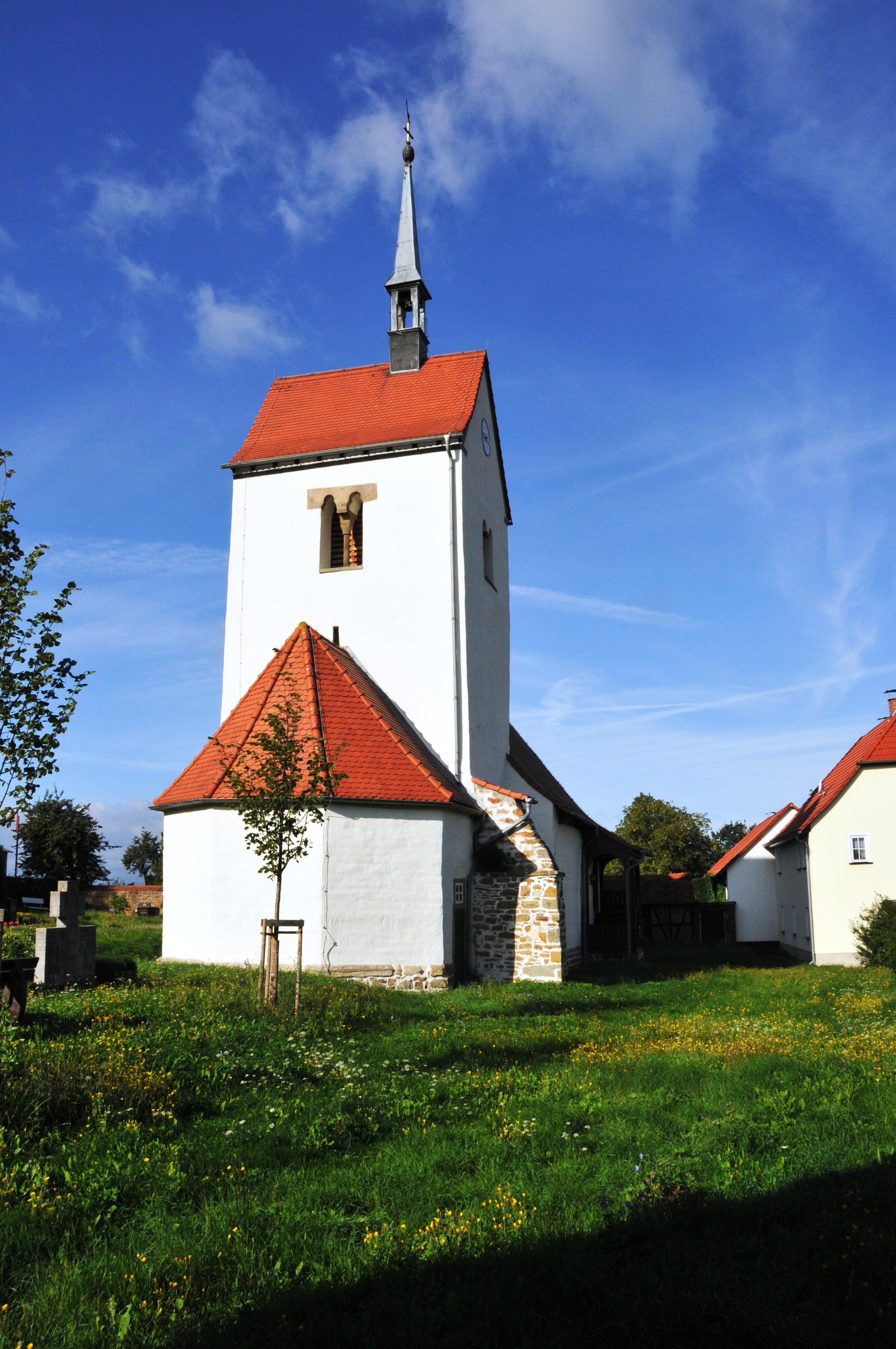
Ansicht aus Osten
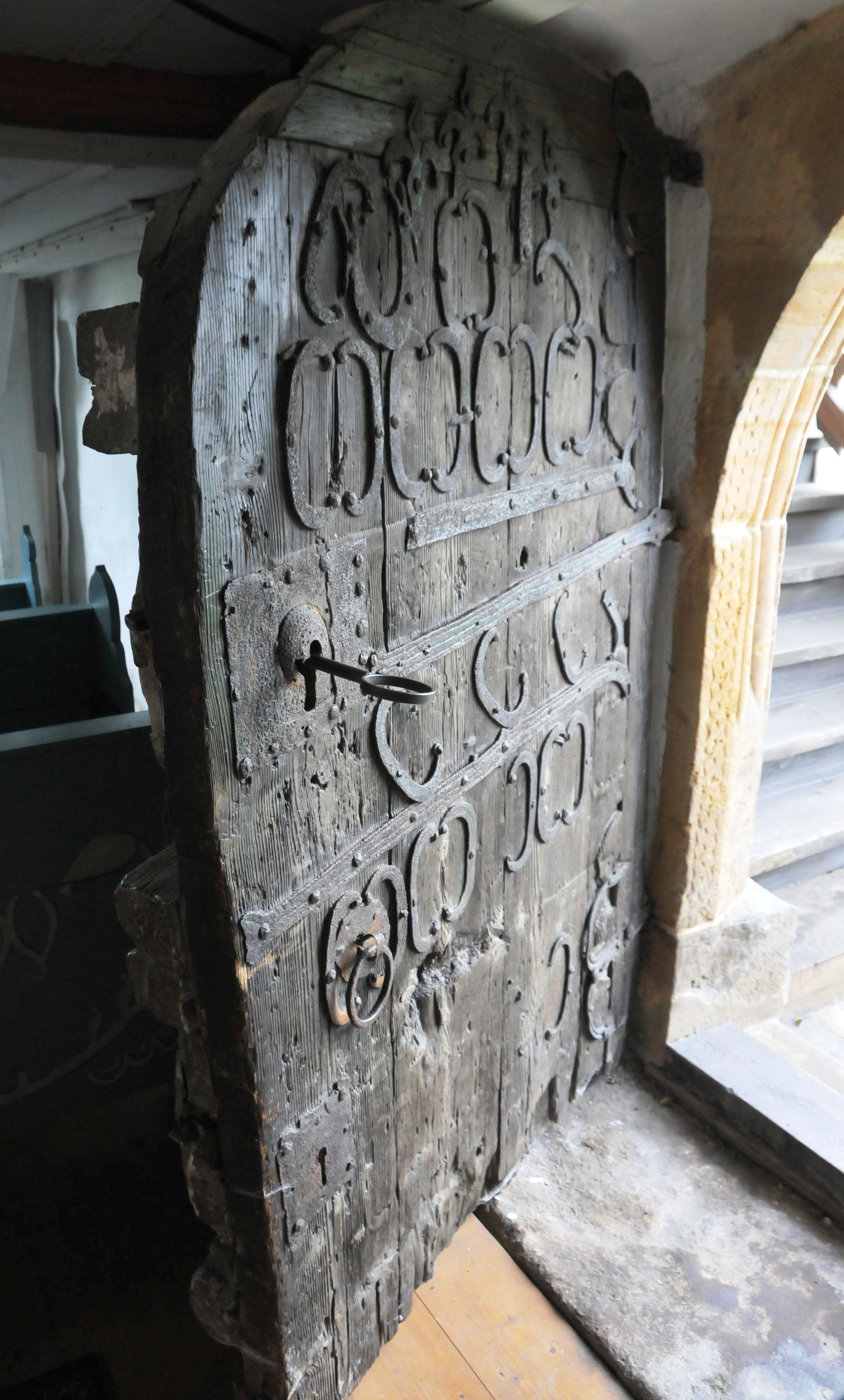
Das alte Eingangstor
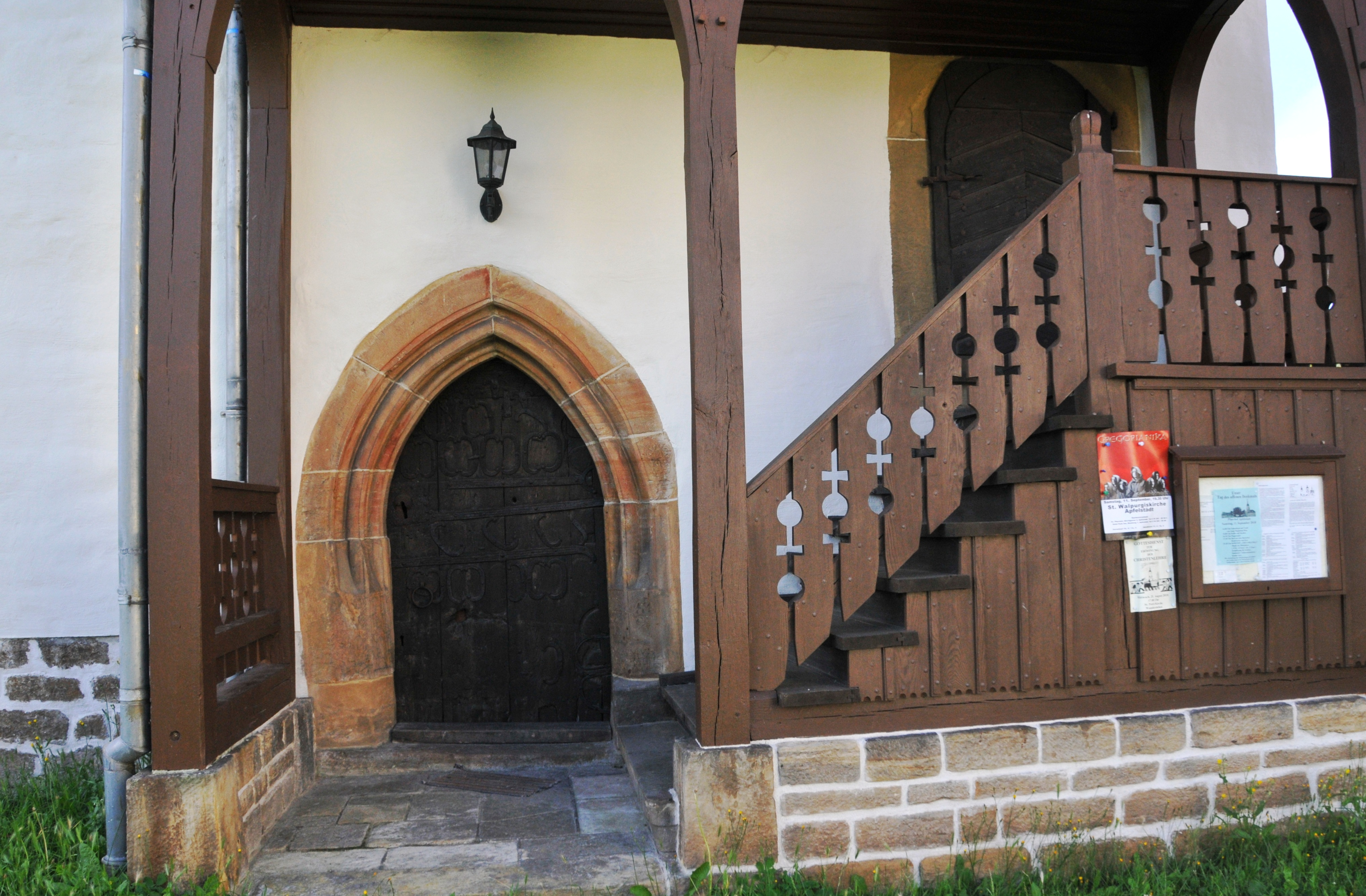
Emporenaufgang neben dem Eingangstor
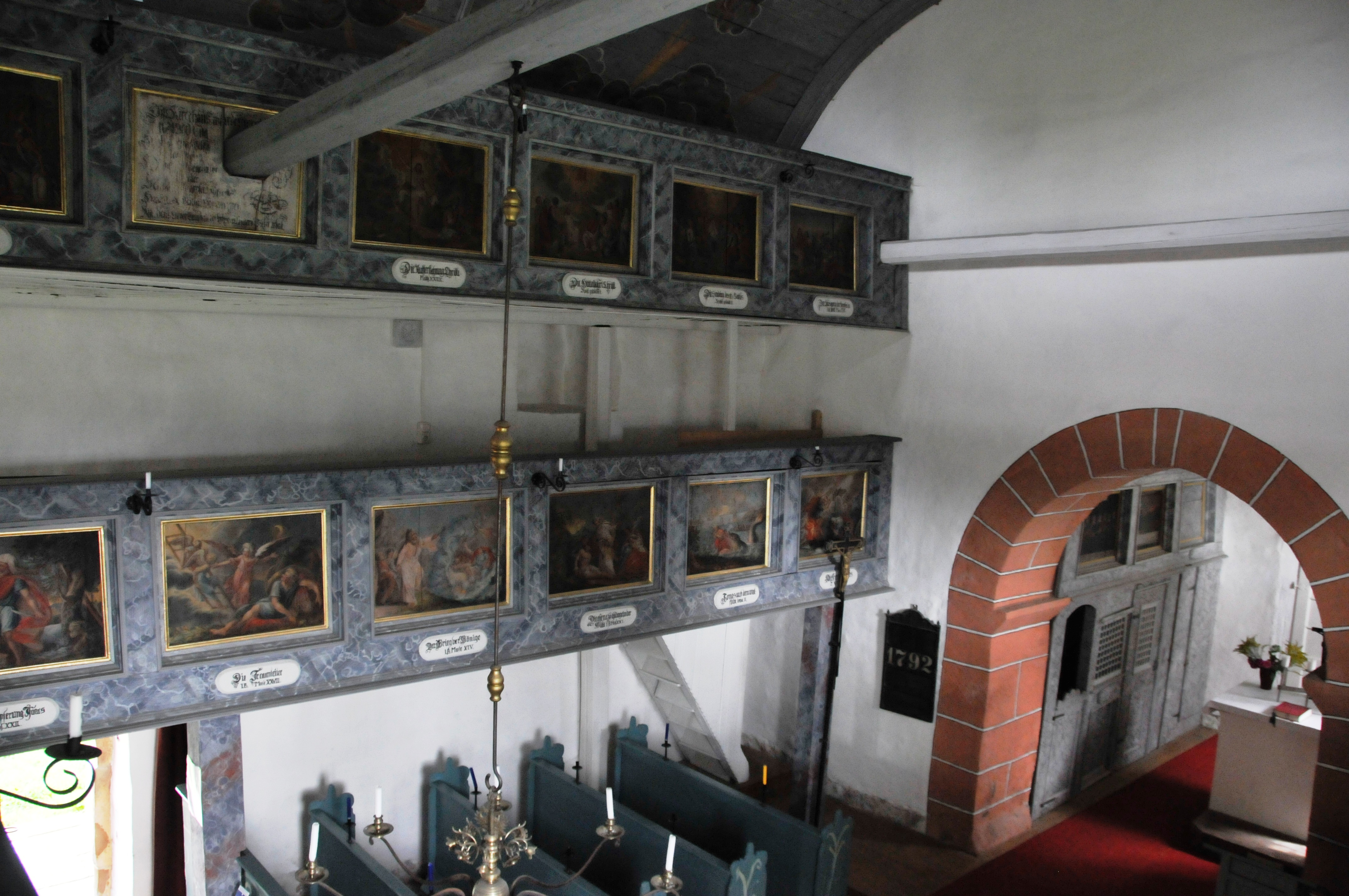
Innenansicht
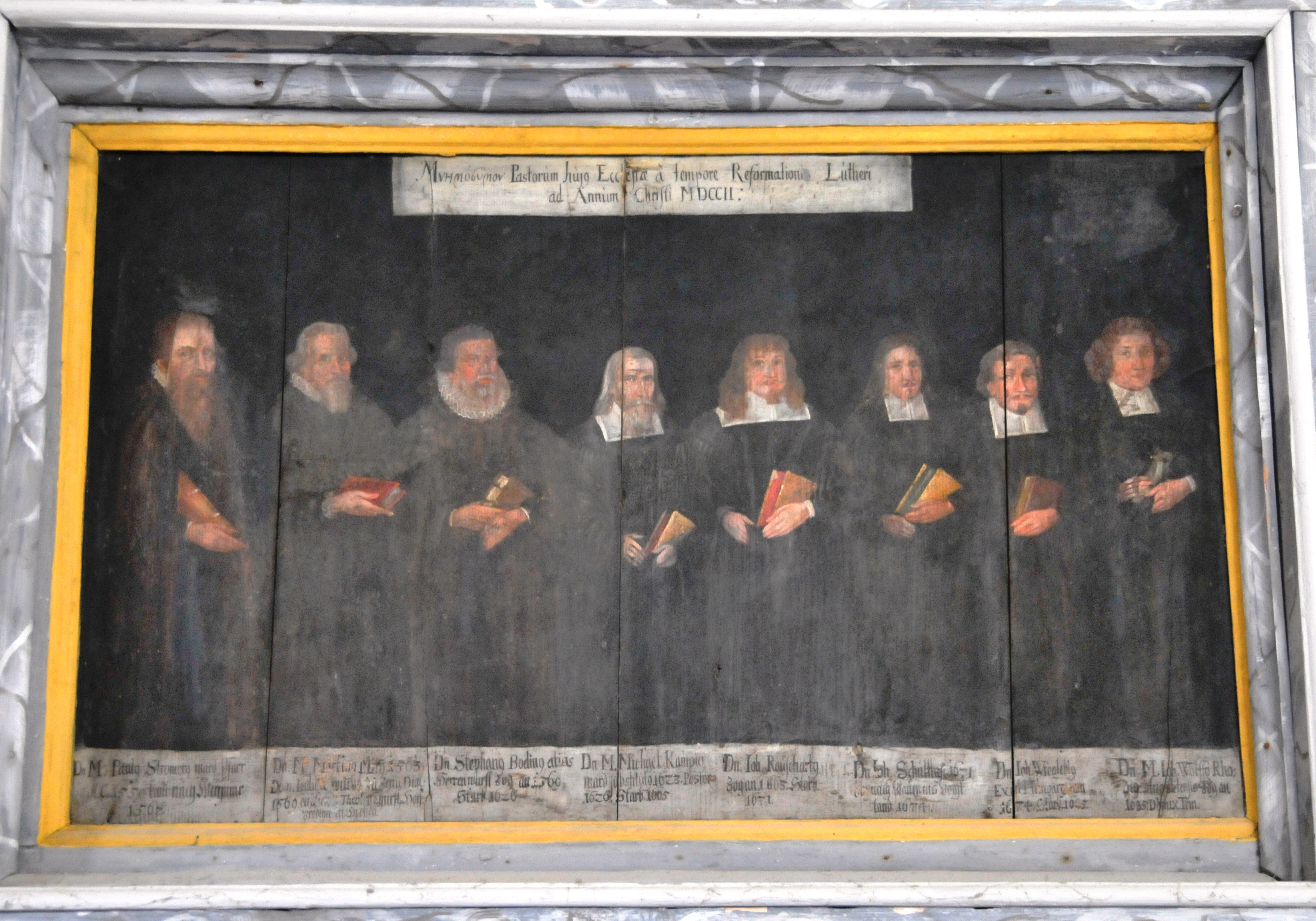
Gemälde über dem Beichtstuhl mit 8 der 11 Pfarrer aus Sülzenbrücken und Kornhochheim
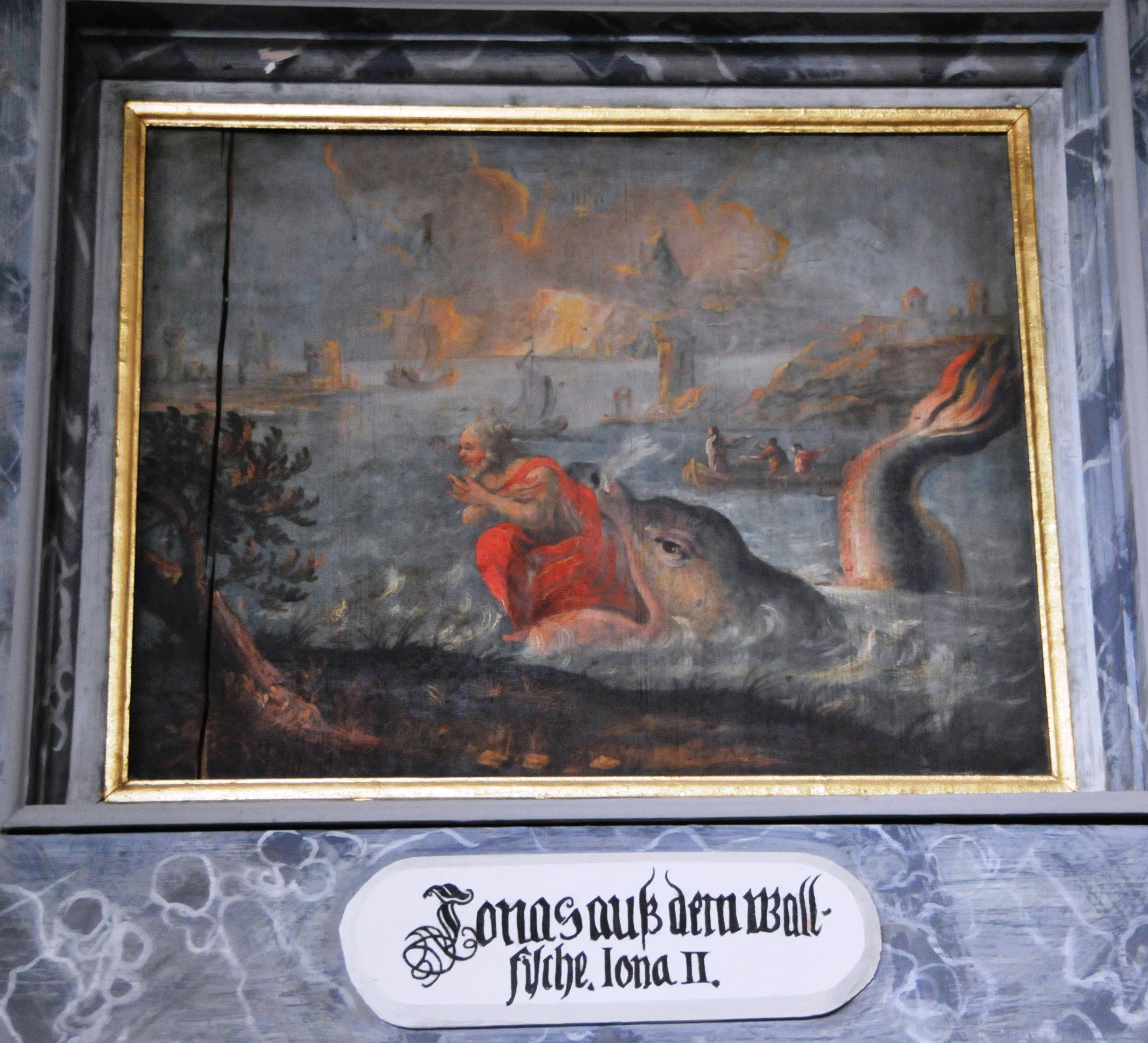
Ein Bild aus der Emporenbemalung: Jonas kommt aus dem Walmaul